# WTA-toernooi van Atlanta
Het WTA-toernooi van Atlanta was een tennistoernooi voor vrouwen dat in 1965 en van 1975 tot en met 1983 plaatsvond in de Amerikaanse stad Atlanta. De officiële naam van het toernooi was laatstelijk Virginia Slims of Atlanta.
De WTA organiseerde het toernooi, dat van 1975–1981 werd gespeeld op overdekte banen (tapijt of hardcourt) en in 1982–1983 op hardcourt-buitenbanen.
Er werd door 32 deelneemsters per jaar gestreden om de titel in het enkelspel, en door 16 paren om de dubbelspeltitel. Aan het kwalificatietoernooi voor het enkelspel namen in 1983 32 speelsters deel, met vier plaatsen in het hoofdtoernooi te vergeven.

## Officiële namen
| 1965                 | Atlanta Invitation        |
| 1975                 | Little Mo Classic         |
| 1977–1978            | Wyler's Women's Classic   |
| 1979–1980 (voorjaar) | Avon Futures of Atlanta   |
| 1979–1980 (najaar)   | Davidson's Classic        |
| 1981–1982            | Toyota Classic            |
| 1983                 | Virginia Slims of Atlanta |

## Meervoudig winnaressen enkelspel
| speelster   | aantal titels | in de jaren            |
| ----------- | ------------- | ---------------------- |
| Chris Evert | 4             | 1975, 1977, 1978, 1982 |

## Enkel- en dubbelspeltitel in één jaar
| speelster   | in het jaar |
| ----------- | ----------- |
| Chris Evert | 1975        |

## Finales

### Enkelspel
| Datum      | Naam                      | ($)           | Ondergrond        | Winnares            | Verliezend finaliste | Uitslag       |
| ---------- | ------------------------- | ------------- | ----------------- | ------------------- | -------------------- | ------------- |
| 1965-05-10 | Atlanta Invitation        |               | gravel, buiten    | Margaret Smith      | Lesley Turner        | walk-over     |
| 1966–1974  | geen toernooi             | geen toernooi | geen toernooi     | geen toernooi       | geen toernooi        | geen toernooi |
| 1975-09-15 | Little Mo Classic         | 75.000        | tapijt, binnen    | Chris Evert         | Martina Navrátilová  | 2-6, 6-2, 6-0 |
| 1976       | geen toernooi             | geen toernooi | geen toernooi     | geen toernooi       | geen toernooi        | geen toernooi |
| 1977-10-03 | Wyler's Women's Classic   | 75.000        | tapijt, binnen    | Chris Evert         | Dianne Fromholtz     | 6-3, 6-2      |
| 1978-09-25 | Wyler's Women's Classic   | 100.000       | tapijt, binnen    | Chris Evert         | Martina Navrátilová  | 7-6, 0-6, 6-3 |
| 1979-02-19 | Avon Futures of Atlanta   | 25.000        | hardcourt, binnen | Sherry Acker        | Patricia Medrado     | 6-2, 7-6      |
| 1979-09-24 | Davidson's Classic        | 100.000       | tapijt, binnen    | Martina Navrátilová | Wendy Turnbull       | 7-6, 6-4      |
| 1980-03-03 | Avon Futures of Atlanta   | 25.000        | hardcourt, binnen | Kay McDaniel        | Renée Richards       | 4-6, 6-4, 7-6 |
| 1980-09-22 | Davidson's Classic        | 100.000       | tapijt, binnen    | Hana Mandlíková     | Wendy Turnbull       | 6-3, 7-5      |
| 1981-09-21 | Toyota Classic            | 75.000        | tapijt, binnen    | Tracy Austin        | Mary-Lou Piatek      | 4-6, 6-3, 6-3 |
| 1982-08-09 | Toyota Classic            | 100.000       | hardcourt, buiten | Chris Evert-Lloyd   | Susan Mascarin       | 6-3, 6-1      |
| 1983-04-25 | Virginia Slims of Atlanta | 150.000       | hardcourt, buiten | Pam Shriver         | Kathy Jordan         | 6-2, 6-0      |

### Dubbelspel
| Datum      | Naam                      | ($)           | Ondergrond        | Winnaressen                     | Verliezend finalistes          | Uitslag       |
| ---------- | ------------------------- | ------------- | ----------------- | ------------------------------- | ------------------------------ | ------------- |
| 1965-05-10 | Atlanta Invitation        |               | gravel, buiten    | Nancy Reed Donna Floyd-Fales    | Margaret Smith Lesley Turner   | walk-over     |
| 1966–1974  | geen toernooi             | geen toernooi | geen toernooi     | geen toernooi                   | geen toernooi                  | geen toernooi |
| 1975-09-15 | Little Mo Classic         | 75.000        | tapijt, binnen    | Chris Evert Martina Navrátilová | Françoise Dürr Betty Stöve     | 6-4, 5-7, 6-2 |
| 1976       | geen toernooi             | geen toernooi | geen toernooi     | geen toernooi                   | geen toernooi                  | geen toernooi |
| 1977-10-03 | Wyler's Women's Classic   | 75.000        | tapijt, binnen    | Martina Navrátilová Betty Stöve | Brigitte Cuypers Marise Kruger | 6-4, 6-2      |
| 1978-09-25 | Wyler's Women's Classic   | 100.000       | tapijt, binnen    | Françoise Dürr Virginia Wade    | Martina Navrátilová Anne Smith | 4-6, 6-2, 6-4 |
| 1979-02-19 | Avon Futures of Atlanta   | 25.000        | hardcourt, binnen | Laura duPont Valerie Ziegenfuss | Sherry Acker Mary Carillo      | 6-2, 6-3      |
| 1979-09-24 | Davidson's Classic        | 100.000       | tapijt, binnen    | Wendy Turnbull Betty Stöve      | Ann Kiyomura Anne Smith        | 6-2, 6-4      |
| 1980-03-03 | Avon Futures of Atlanta   | 25.000        | hardcourt, binnen | Ilana Kloss Betty-Ann Stuart    | Ann Henricksson Candy Reynolds | 7-6, 7-6      |
| 1980-09-22 | Davidson's Classic        | 100.000       | tapijt, binnen    | Barbara Potter Sharon Walsh     | Kathy Jordan Anne Smith        | 6-3, 6-1      |
| 1981-09-21 | Toyota Classic            | 75.000        | tapijt, binnen    | Laura duPont Betsy Nagelsen     | Rosie Casals Candy Reynolds    | 6-4, 7-5      |
| 1982-08-09 | Toyota Classic            | 100.000       | hardcourt, buiten | Kathy Jordan Betsy Nagelsen     | Chris Evert Billie Jean King   | 4-6, 7-6, 7-6 |
| 1983-04-25 | Virginia Slims of Atlanta | 150.000       | hardcourt, buiten | Alycia Moulton Sharon Walsh     | Rosie Casals Wendy Turnbull    | 6-3, 7-6      |

## Trivia
- In 1965 konden beide finales niet worden gespeeld, doordat Lesley Turner tijdens de warming-up over een bal struikelde en ten val kwam.[3]
- In 1996 werden in Atlanta de Olympische Spelen gehouden; het tennistoernooi ontrolde zich in het nabijgelegen Stone Mountain.
- In 1997 vond, eveneens in Stone Mountain, een editie van het US Hardcourt-kampioenschap plaats.